# Francis Capra
Pour les articles homonymes, voir Capra (homonymie).
Francis Capra est un acteur américain né le 27 avril 1983 à New York (États-Unis) et élevé dans le Bronx. 
Il est surtout connu pour interpréter le rôle d'Elvis pour le film Sauvez Willy 2 (1995).

## Carrière
En 1993 son premier rôle sera celui de Calogero enfant dans Il était une fois le Bronx, la première réalisation de Robert De Niro. En 1995 c’est dans Sauvez Willy 2 avec Michael Madsen qu’il poursuit sa jeune carrière. Après Kazaam avec Shaquille O'Neal, Francis enchaîne les téléfilms, les apparitions en séries télévisées et les films inédits en France.
En 2003, il joue dans un épisode de Newport Beach aux côtés d’Adam Brody puis il participe aux séries : Les Experts, Preuve à l'appui (avec Jerry O'Connell) et FBI : Portés disparus (avec Anthony LaPaglia).
Puis, en 2006, en parallèle à la série Veronica Mars, il joue dans Hyper Tension sur grand écran aux côtés de Jason Statham et Amy Smart.

### Veronica Mars

Logo original de la série télévisée Veronica Mars.

En 2004, il décroche un rôle principal dans la série Veronica Mars en interprétant Eli « Weevil » Navarro, le chef d'un gang de motards et devient l’ami « protecteur » de Veronica aux côtés de Kristen Bell et Jason Dohring. La série a été diffusée du 22 septembre 2004 au 22 mai 2007.
La série obtient les faveurs des critiques, cependant, en raison de ses audiences jugées trop en deçà des espérances de la chaîne, la série est menacée d’annulation à la fin de chaque saison. Elle est cependant soutenue par des milliers de fans, notamment en envoyant des barres Mars aux dirigeants de la chaîne afin de la sauver. La série est finalement arrêtée après trois saisons malgré tous les efforts faits par les fans et les membres de la production.
Entre-temps, le 13 mars 2013, le scénariste Rob Thomas et Kristen Bell ont lancé une « campagne Kickstarter », plateforme de financement participatif, afin de réaliser un film tiré de la série Veronica Mars. Rob Thomas espère alors récolter deux millions de dollars de dons, soit la somme la plus importante jamais demandée par un projet de film via Kickstarter.
L'objectif a été atteint en moins de onze heures et à peine vingt-quatre heures plus tard, le projet a reçu près de 3,3 millions de promesses de dons, une somme record qui dépasse déjà les attentes de Rob Thomas. Le 14 mars 2014, le film sort aux États-Unis. Étant un film indépendant issu d'un financement participatif et non distribué par un grand studio, le film sort dans quelques salles aux États-Unis, obtient des critiques positives et atteint 3 485 127 millions de dollars de recettes. En France, il sort le même jour, mais seulement en vidéo à la demande.
En 2019, il incarne une nouvelle fois le personnage, Eli « Weevil » Navarro, et ce, pour une quatrième saison distribuée par la plateforme Hulu. Cette saison inédite est composée de huit épisodes d'une heure. Elle est disponible depuis le 19 juillet 2019 sur la plateforme Hulu aux États-Unis.

## Filmographie

### Cinéma
- 1993 : Il était une fois le Bronx (A Bronx Tale) : Calogero 'C' Anello (age 9)
- 1995 : Die Hard (Une journée en enfer) : un jeune garçon (age 12)
- 1995 : Sauvez Willy 2 (Free Willy 2: The Adventure Home) : Elvis
- 1996 : Kazaam : Maxwell 'Max' Connor
- 1997 : La Guerre des fées (A Simple Wish) : Charlie Greening
- 1998 : SLC Punk! : Young Bob
- 2002 : QIK2JDG : Jackal
- 2003 : Pledge of Allegiance : Pat
- 2005 : Venice Underground : T-Bone
- 2005 : Dishdogz : Cooper
- 2006 : Hyper Tension (Crank) : Warehouse Hood Leader
- 2006 : Black Irish : Anthony
- 2008 : Blood and Bone : Tattoo
- 2014 : Veronica Mars : Eli « Weevil » Navarro

### Télévision
- 1996 : My Guys (série TV) : Francis DeMarco
- 1997 : 413 Hope Street (413 Hope St.) (série TV) : Tony Garrett
- 2001 : Walker, Texas Ranger (série TV) : Ace
- 2001 : Totalement jumelles (So Little Time) (série TV) : Tony
- 2002 : The Shield (série TV) : Jesus Rosales
- 2003 : Division d'élite (The Division) (série TV) : James Barlow
- 2003 : 44 Minutes de terreur (44 Minutes: The North Hollywood Shoot-Out) (TV) : Ramon
- 2003 : Newport Beach (The O.C.) (série TV) : Z (saison 1, épisode 3)
- 2003 : Les Experts (CSI: Crime Scene Investigation) (série TV) : Tough Punk
- 2003 : Mes plus belles années (American Dreams) (série TV) : Palladino
- 2003 : Le Protecteur (The Guardian) (série TV)
- 2004 : Preuve à l'appui (Crossing Jordan) (série TV) : Det. Jason Harris
- 2004 : FBI : Portés disparus (Without a Trace) (série TV) : Tito Cruz
- 2004 - 2007 et 2019 : Veronica Mars (série TV) : Eli « Weevil » Navarro (69 épisodes)
- 2005 : Blind Justice (série TV) : Mike Barreras (saison 1, épisode 8)
- 2005 : Amy (Judging Amy) (série TV) : Marcus
- 2007 : The Closer (The Closer) (série TV) : Miguel Torres
- 2007 : Esprits criminels (Criminal Minds) (série TV) : Ervin (saison 3, épisode 4: Les enfants de l'ombre)
- 2008 : Friday Night Lights (série télévisée) : Devin Diablo
- 2008 : Heroes (feuilleton TV) : Jesse Murphy (saison 3, épisode 1,2 et 3)
- 2008 : Sons of Anarchy (série télévisée) : un membre du gang Mayan (saison 1, épisode 8)
- 2009 : Castle (série télévisée) : Juan Restrepo (saison 1, épisode 9)
- 2009 : NCIS : Enquêtes spéciales : Eddie Castillo (saison 7, épisode 9)
- 2010 : Blue Bloods (série télévisée) : Pablo Torres (saison 1, épisode 7)
- 2010 : Bones (série télévisée) : Antony Truxton (saison 6, épisode 9)
- 2012 : Touch (série télévisée) :  (saison 1, épisode 9)
- 2013 : NCIS Los Angeles  : Salazar : (saison 5, épisode 24)
- 2014 : The Strain (série télévisée) : Crispin (saison 1 : épisodes 1, 2 et 4)
- 2019 : iZombie (série télévisée) : Baron (saison 5 : épisodes 1 et 2)